# Prédecelle
Die Prédecelle (französisch: Ruisseau de Prédecelle) ist ein kleiner Fluss in Frankreich, der in der Region Île-de-France verläuft. Sie entspringt an der Gemeindegrenze von Choisel und Cernay-la-Ville, im Regionalen Naturpark Haute Vallée de Chevreuse, entwässert im Oberlauf in südöstlicher Richtung, schwenkt dann auf Süd  und mündet nach rund 19 Kilometern im Gemeindegebiet von Saint-Maurice-Montcouronne als linker Nebenfluss in die Rémarde. In ihrem Verlauf passiert die Prédecelle die Départements Yvelines und Essonne. Im Mittelabschnitt quert sie die Autobahn A10 sowie die parallel verlaufende Bahnstrecke LGV Atlantique.

## Orte am Fluss
(Reihenfolge in Fließrichtung)
- Précedelle, Gemeinde Choisel
- Pecqueuse
- Limours
- Forges-les-Bains
- Briis-sous-Forges
- Vaugrigneuse
- Berchevilliers, Gemeinde Saint-Maurice-Montcouronne
- Le Marais, Gemeinde Le Val-Saint-Germain